# Renard
Viktor Lavrentievich Zokas, mer känd under sitt alias Renard, är en fiktiv figur i den nittonde James Bondfilmen Världen räcker inte till (eng. "The World Is Not Enough"). Han porträtterades av den skotske skådespelaren Robert Carlyle. Han är en high-tech terorrist som inte kan känna smärta.